# Charleston (Arkansas)
Charleston és una població dels Estats Units a l'estat d'Arkansas. Segons el cens del 2000 tenia 2.965 habitants.

## Demografia
Segons el cens del 2000, Charleston tenia 2.965 habitants, 1.201 habitatges, i 815 famílies. La densitat de població era de 272,6 habitants/km².
Dels 1.201 habitatges en un 31,7% hi vivien nens de menys de 18 anys, en un 52,3% hi vivien parelles casades, en un 11,9% dones solteres, i en un 32,1% no eren unitats familiars. En el 29,2% dels habitatges hi vivien persones soles el 14,7% de les quals corresponia a persones de 65 anys o més que vivien soles. El nombre mitjà de persones vivint en cada habitatge era de 2,4 i el nombre mitjà de persones que vivien en cada família era de 2,96.
Per edats la població es repartia de la següent manera: un 25,7% tenia menys de 18 anys, un 7,9% entre 18 i 24, un 26,7% entre 25 i 44, un 20,4% de 45 a 60 i un 19,3% 65 anys o més.
L'edat mediana era de 38 anys. Per cada 100 dones de 18 o més anys hi havia 89,7 homes.
La renda mediana per habitatge era de 30.824 $ i la renda mediana per família de 39.598 $. Els homes tenien una renda mediana de 27.917 $ mentre que les dones 18.512 $. La renda per capita de la població era de 14.912 $. Entorn del 8,6% de les famílies i el 14,4% de la població estaven per davall del llindar de pobresa.

## Poblacions més properes
El següent diagrama mostra les poblacions més properes.